# Information for Social Change
Information for Social Change (ISC) är en internationell organisation som deltar i debatten om biblioteks- och informationsfrågor. Organisationen kan beskrivas som radikal eftersom den söker att främja alternativa paradigm och perspektiv inom biblioteks- och informationssektorn. Organisationen ger ut en online-tidskrift två gånger per år (ISC journal) och samarbetar med Chartered Institute of Library and Information Professionals (CILIP). Varje nummer av tidskriften har ett särskilt tema som artiklarna diskuterar ur olika perspektiv. 